# Wang Libin
Dans ce nom, le nom de famille, Wang, précède le nom personnel.
Wang Libin, (en chinois : 王立彬), né le 31 mars 1963, dans la province de Shaanxi, en République populaire de Chine, est un ancien joueur et entraîneur chinois de basket-ball. Il est porte-drapeau olympique chinois lors des Jeux olympiques d'été de 1984. Il fut également commentateur sportif sur ESPN Star Sports.